# Epsy Campbell Barr
Pour les articles homonymes, voir Campbell et Barr.
Epsy Campbell Barr, née le 4 juillet 1963 à San José, est une femme politique costaricienne. Cofondatrice du Parti d'action citoyenne (PAC), elle est candidate malheureuse à la primaire organisée par le parti en vue de l'élection présidentielle de 2014.
Députée entre 2002 et 2006 puis entre 2014 et 2018, elle est vice-présidente de la République de 2018 à 2022, occupant également le poste de ministre des Affaires étrangères la première année.

## Biographie

### Origines, vie personnelle et études
Ses parents, Shirley Barr Aird et Luis Campbell Patterson, sont originaires du district de San Francisco. Elle est le quatrième enfant d'une fratrie de cinq filles et deux fils. Parmi ses sœurs, Sasha Campbell est chanteuse et Shirley Campbell est poétesse. Epsy Campbell porte le nom de sa grand-mère paternelle, qui avait émigré de la Jamaïque vers le Costa Rica avec son mari.
Elle se marie très jeune et devient mère alors qu'elle commence à peine ses études universitaires. Elle a deux filles, Narda et Tanisha.
Elle fréquente l'école primaire de Las Gravilias et l'école Ricardo Jiménez Oreamuno, d'où elle sort diplômée en 1975. Elle achève ses études secondaires au Liceo Franco Costarricense et au Colegio Superior de Señoritas. Elle suit des cours de flûte et de saxophone à l'orchestre symphonique de la jeunesse de 1976 à 1983.
Elle s'inscrit à l'université du Costa Rica et déménage sur le campus régional de la province de Limón, où elle étudie et travaille simultanément. Elle y reste dix ans puis retourne à San José, où elle obtient un diplôme en économie à l'université latine du Costa Rica en 1998. Elle décroche également une maîtrise en coopération au développement à la Fondation des sciences sociales et culturelles d'Espagne en 2008. Chercheuse et militante pour les droits des femmes et des personnes d'ascendance africaine, elle est entrée en politique par ce biais.

### Militantisme
Epsy Campbell Barr a dirigé le Centre pour les femmes d'ascendance africaine, l'Alliance des leaders d'ascendance africaine en Amérique latine et dans les Caraïbes et le Parlement noir des Amériques. Elle a participé à plusieurs conférences et réunions à travers le monde, comme la quatrième Conférence mondiale sur les femmes à Pékin (Chine), la troisième Conférence mondiale contre le racisme à Durban (Afrique du Sud), la Conférence mondiale sur l'environnement, Eco 92, à Rio de Janeiro (Brésil), et la première rencontre des femmes noires d'Amérique latine et des Caraïbes, tenue à Saint-Domingue (République dominicaine). Elle a été coordinatrice du Forum des femmes pour l'intégration centraméricaine du Réseau des femmes afro-caribéennes et afro-latino-américaines et organisatrice de la deuxième rencontre des femmes afro-caribéennes et afro-latino-américaines à San José (Costa Rica). Elle est également membre du think tank Inter-American Dialogue (en), basé à Washington, D.C..
Elle a écrit des livres et des articles sur la démocratie, l'inclusion, la participation politique et économique des femmes, les personnes d'ascendance africaine, le sexisme ou encore le racisme.

### Carrière politique

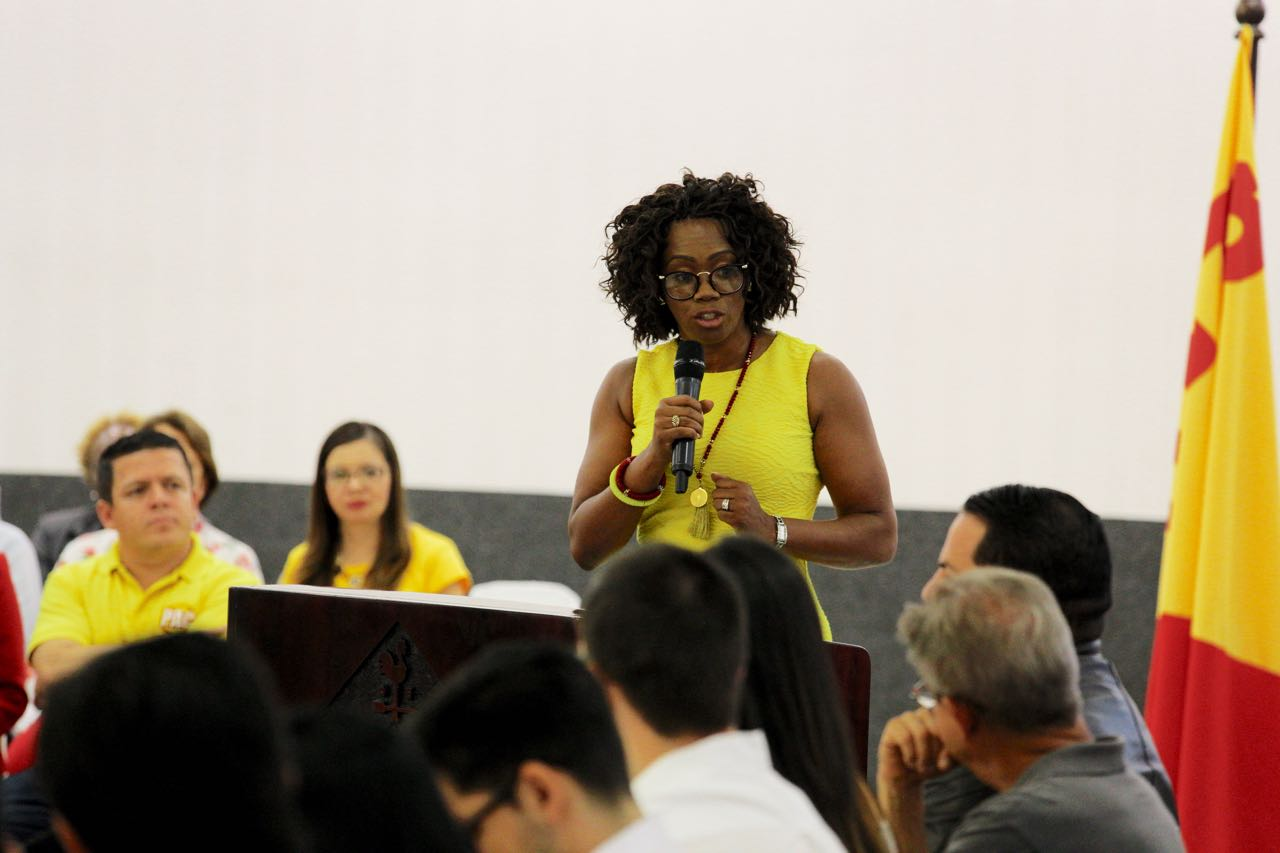
Epsy Campbell Barr durant un meeting, en 2017.

Elle est présidente du Parti d'action citoyenne (PAC) de février 2005 à février 2009. Elle est également députée à l'Assemblée législative de 2002 à 2006 et présidente du groupe parlementaire PAC de 2003 à 2005. Elle est candidate malheureuse à la vice-présidence de la République lors de l'élection présidentielle de 2006.
Elle est candidate à l'investiture pour obtenir l'investiture du PAC en vue de l'élection présidentielle de 2014. Elle sillonne le pays en véhicule, mettant l'accent sur la lutte contre la corruption. Elle a comme adversaire Juan Carlos Mendoza García, Luis Guillermo Solís et Ronald Solís Bolaños (en). Malgré une bonne cote de popularité, elle est battue par Luis Guillermo Solís, qui obtient l'investiture puis est élu président en mars 2014.
Le même mois, elle est de nouveau élue députée. Luis Guillermo Solís déclare alors qu'elle fait partie des personnalités envisagées pour présider l'Assemblée législative mais c'est finalement Henry Mora Jiménez (en) qui est choisi.
Elle annonce réfléchir à se présenter à la primaire du PAC en vue de l'élection présidentielle de 2018 mais se retire finalement de la course le 27 mars 2017. Le candidat Carlos Alvarado la choisit toutefois comme colistière, en tandem avec Marvin Rodríguez Cordero. Durant la campagne, elle critique les propos du candidat PIN Juan Diego Castro Fernández (en), qui avait affirmé que les femmes magistrates devaient leur promotion à des faveurs sexuelles. Carlos Alvarado est élu président, Epsy Campbell Barr devenant alors première vice-présidente. Elle est la première femme d'ascendance africaine à occuper ces fonctions au Costa Rica, et la deuxième du continent américain, après la Guyanienne Viola Burnham. Elle entre en fonction le 8 mai 2018 et occupe également la fonction de ministre des Affaires étrangères jusqu'à sa démission le 11 décembre suivant.

## Crédit d'auteurs
- (en) Cet article est partiellement ou en totalité issu de l’article de Wikipédia en anglais intitulé « Epsy Campbell Barr » (voir la liste des auteurs).